# MS-DOS Editor
MS-DOS Editor — текстовый редактор, шедший в комплекте с установочными дискетами с операционной системой MS-DOS.

## Описание
Редактор с исполняемым файлом edit.com, имеет текстовый интерфейс пользователя. Поставлялся с MS-DOS 5.0 и более поздними версиями, а также со всеми «x86» SKU Windows[прояснить] до Windows 11. Он заменил edlin, бывший стандартным редактором в более ранних версиях MS-DOS. Начиная с Windows 95, редактор MS-DOS стал отдельной программой[прояснить]. Редактор можно использовать вместо Блокнота в Windows 9x, хотя оба они ограничены только небольшими файлами. Версии MS-DOS ограничены примерно 300 КБ, в зависимости от того, сколько свободной памяти, и может редактировать файлы длиной до 65 279 строк и размером примерно до 5 МБ.